# Molly of Denali
Molly of Denali je ameriško-kanadska animirana televizijska serija, ki sta jo ustvarila in producirala Atomic Cartoons in  WGBH Kids za PBS Kids in CBC Television. Premierno se je predstavila 15. julija 2019.
Serija sledi 10-letni Molly, dekletu Aljaške domorodke iz izmišljene vasi Qyah, ter njeni družini, prijateljem Tooeyju in Triniju, njenemu psu Sukiju in drugim prebivalcem. Njena družina vodi trgovsko postajo Denali.

## TV
1. Minimax (28. marec 2025)
2. OTO (TBA)
3. POP TV (TBA)

## Igralska zasedba

### Igralsko zasedbo sestavljajo:
- Sovereign Bill kot Molly Mabray
- Sequoia Janvier kot Tooey Ookami
- Vienna Leacock kot Trini Mumford
- Jules Arita Koostachin kot Layla Mabray
- Ronnie Dean Harris kot Walter Mabray
- Lorne Cardinal kot Grandpa Nat
- Adeline Potts kot Auntie Midge
- Ellen Kennedy kot Singing Moose, Video Voice, Connie
- Luc Roderique kot Daniel, Announcer, Cowboy on TV
- Michelle Thrush kot Shyahtsoo, Aunt Merna
- Shawn Youngchief kot Mr. Patak, Maurice, Finnegan Guy, Olin Benedict
- Katrina Salisbury kot Nina
- Rhonda Rees kot Barb
- Pamela Jones kot Sadie Albert
- Nyla Carpentier kot Atsaq
- Taran Kootenhayoo kot Randall
- Pawaken Koostachin-Chakasim kot Oscar
- Cynthia De Pando kot Lucia
- Damon Sky Taylor kot Ben
- Hyuma Frankowski kot Kenji
- Tai Grauman kot Mrs. Marsh
- Anna Dickey kot Vera
- Brendan Sunderland kot Jake
- Clay St. Thomas kot Travis, and Mr. Rowley
- Rebecca Shoichet kot Dr. Antigone